# فكرة ميغالي

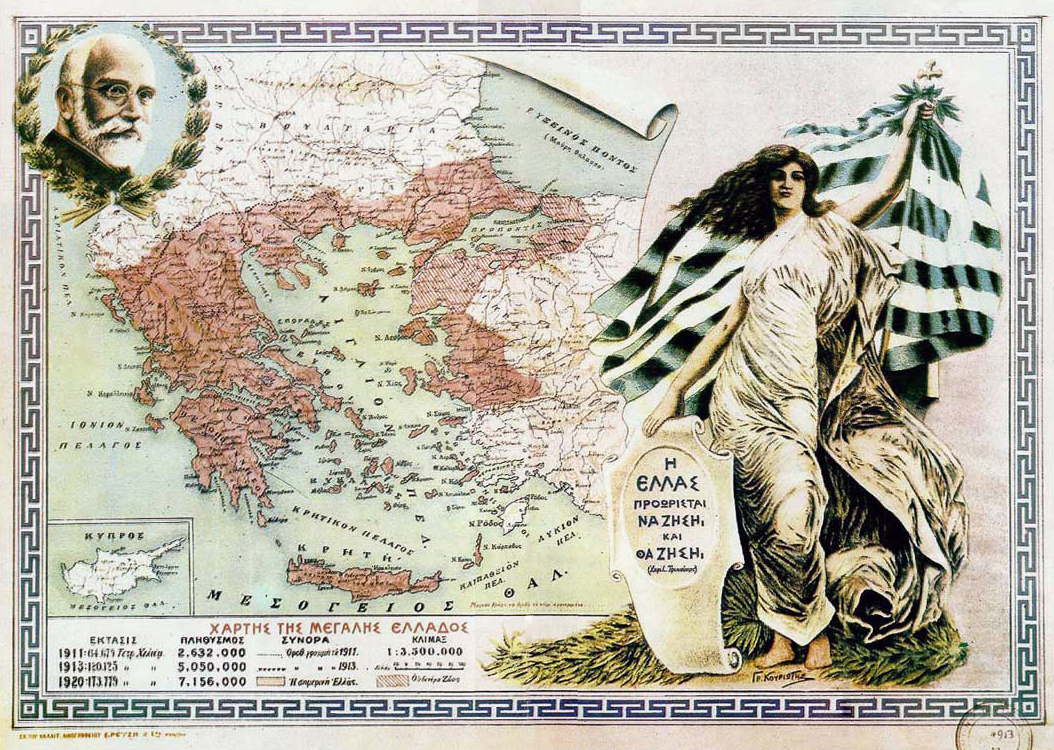
خريطة اليونان الكبرى (هيلاس) حسب فكرة ميغالي بعد معاهدة سيفر والتي ناصرها إلفثيريوس فينيزيلوس.

 فكرة ميغالي  (باليونانية: Μεγάλη Ιδέα؛ ميغالي إيديا أي "الفكرة العظمى")‏ أحد مفاهيم القومية اليونانية التي تهدف لإقامة دولة يونانية تشمل جميع اليونانيون، حيث ما زال أغلب اليونانيون يعيشون تحت الحكم العثماني بعد حرب استقلال اليونان في عام 1832.
ظهر هذا المصطلح لأول مرة خلال المحادثات التي دارت بين رئيس وزراء اليونان إيونيس كوليتيس مع الملك أوتو، والتي سبقت صدور دستور 1844.
وكان هذا التطلع القومي يهيمن إلى حد كبير على العلاقات الخارجية للدولة اليونانية في القرن الأول لاستقلالها. بالرغم من أن تعبير «فكرة ميغالي» كان جديداً في عام 1844، إلا أن مفهومه له جذور تاريخية في نفسية الشعب اليوناني، الذي كان يأمل في التحرر من الحكم التركي. إنعكس ذلك على المقولة التي تقول :
| فكرة ميغالي | ستمر السنين والسنين، وفي النهاية ستكون الأرض لنا. | فكرة ميغالي |

كانت فكرة ميغالي تهدف لتكوين دولة يونانية على أنقاض الإمبراطورية البيزنطية التي وصفها الجغرافي القديم سترابون، بأنها تشمل معظم الأراضي البيزنطية من البحر الأيوني إلى آسيا الصغرى والبحر الأسود شرقاً، ومن تراقيا ومقدونيا وإبيروس شمالاً، وإلى كريت وقبرص جنوباً. وتكون عاصمة هذه الدولة الجديدة القسطنطينية.
هيمنت فكرة ميغالي على السياسة الخارجية والسياسة الداخلية لليونان، منذ حرب استقلال اليونان في 1832 مروراً بحروب البلقان في بداية القرن العشرين. وبدأ اليونانيون في التخلي عن الفكرة بعد هزيمة اليونان في الحرب التركية اليونانية (1919-1922) وحريق إزمير في 1922، والتي تلاها عملية تبادل السكان بين اليونان وتركيا عام 1923.